# Tlustoklasec žlutý
Tlustoklasec žlutý (Pachystachys lutea) je zajímavá tropická keřovitá rostlina, která bývá pěstována, v mírném pásmu jako kontejnerová, pro svá svíčkovitá zlatožlutá květenství s bílými květy. Je jedním z asi deseti druhů rodu tlustoklasec.

## Rozšíření
Tato původem tropická rostlina pochází se severozápadu Jižní Ameriky z oblasti podhůří centrálních And. Místo původu leží převážně na současném teritoriu Peru a částečně zasahuje do Brazílie a Ekvádoru. Vyrůstá tam v nadmořských výškách asi od 230 do 1100 m na březích řek, v lesních lemech i na okrajích strží a skalnatých útesů.
Požaduje dostatečně osvětlené místo bez přímého poledního úpalu, průběžný dostatek vláhy a vysokou vzdušnou vlhkost, ne však přemokřenou zeminu. V přírodě roste i v kamenité půdě, množství květů ale závisí na dostatku živin.

## Popis

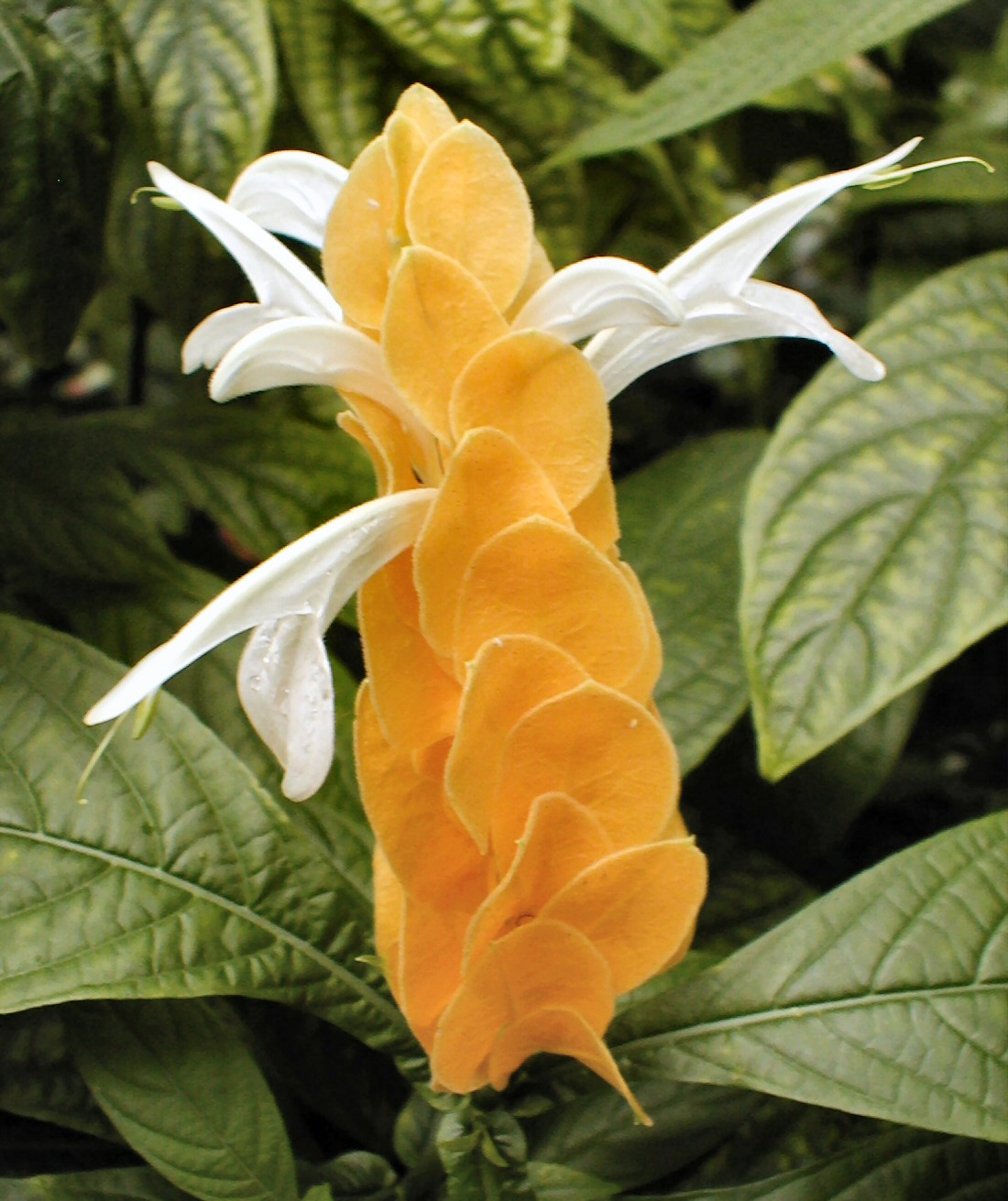
Květenství s jazykovitými květy

Větvený neopadavý keř dorůstající do výše okolo 1 m (v tropické domovině i 1,5 m). Jeho větve porůstají vstřícnými listy s oválnými až vejčitými čepelemi, které bývají dlouhé 10 až 15 cm a široké 2 až 4 cm. Světle až středně zelené listy s matným leskem jsou po obvodě slabě zvlněné, mají výraznou zpeřenou žilnatinu a na koncích tupou špičku.
Na vrcholech výhonů se vytvářejí vzpřímená, klasovitá květenství kuželovitého tvaru až 15 cm dlouhá a 4 cm široká se zlatožlutými srdčitými i 2,5 cm dlouhými listeny, které rostou ve čtyřech sloupcích. Z paždí listenů postupně vyrůstají bílé trubkovité dvoupyské květy dosahující délky do 4 cm. Listeny přetrvávají po několik týdnu, květy vadnou po dvou až třech dnech. V zemích původu kvete od března do září. Plody jsou nenápadné tobolky.

## Význam
V tropických zemích je tlustoklasec žlutý s oblibou vysazován jako vytrvalý ozdobný keř, kterému je vhodné občas staré větve seřezat a donutit tak rostlinu k tvorbě nových výhonů, na nichž kvete. Ve středoevropských podmínkách se nejčastěji pěstuje jako hrnková rostlina nebo řidčeji se jako jednoletá vysazuje na záhony. V zahradnictví se množí vrcholovými řízky, které při dostatečném teple a vlhkosti za tři týdny zakoření. Pro bohaté kvetení požaduje výživnou půdu, dostatek vláhy a slunce. V zimním období je nutné omezit zálivku a případně zkrátit starší větve.
V zemích původu se používá v lidové medicíně při léčbě nachlazení, kašle a horečky.